# Вербівська волость
Вербська волость — адміністративно-територіальна одиниця Дубенського повіту Волинської губернії з центром у містечку Верба.
Станом на 1886 рік складалася з 17 поселень, 17 сільських громад. Населення — 6101 особа (2873 чоловічої статі та 3228 — жіночої), 645 дворових господарства.
Наприкінці ХІХ ст. до волості було приєднано село Пелча ліквідованої Козинської волості.
|                     | Площа, десятин | У тому числі орної, десятин |
| ------------------- | -------------- | --------------------------- |
| Сільських громад    | 8185           | 5953                        |
| Приватної власності | 12762          | 3539                        |
| Казенної власності  | 1647           | 57                          |
| Іншої власності     | 513            | 336                         |
| Загалом             | 23107          | 9885                        |

Основні поселення волості:
- Верба — колишнє власницьке містечко при річці Іква за 19 верст від повітового міста, 649 осіб, 67 дворів; волосне правління, православна церква, синагога, поштова станція, 8 постоялих дворів, 4 постоялих будинки, 8 лавок, 4 ярмарки, 2 водяних млини, смоляни та винокуренний заводи. За 1 версту - залізнична станція Верба.
- Береги — колишнє власницьке село при річці Іква, 506 осіб, 68 дворів, православна церква, каплиця, постоялий будинок, 2 водяних млини.
- Кам'яниця — колишнє власницьке село при річці Іква, 286 осіб, 54 двори, православна церква, постоялий будинок.
- Мала Мильча — колишнє власницьке село при струмку, 96 осіб, 12 дворів, православна церква.
- Миньківці — колишнє власницьке село при річці Іква, 230 осіб, 23 двори, православна церква, постоялий будинок, 2 водяних млини.
- Онишківці — колишнє власницьке село при стурмку, 161 особа, 20 дворів, православна церква, постоялий будинок, водяний млин.
- Пирятин — колишнє власницьке село при струмку, 245 осіб, 35 дворів, православна церква, постоялий будинок.
- Підлужжя  — колишнє власницьке село при струмку, 209 осіб, 25 дворів, православна церква, постоялий будинок, водяний млин.
- Птича — колишнє власницьке село при струмку, 592 особи, 75 дворів, православна церква, костел, школа, постоялий будинок, 2 водяних млини.
- Стовпець — колишнє власницьке село при річці Іква, 537 осіб, 54 двори, каплиця, постоялий будинок, водяний млин.
- Турія — колишнє власницьке село при річці Іква, 366 осіб, 36 дворів, православна церква, 2 постоялих будинки, водяний млин.

## Після 1920р.
Волость існувала до 1920 р. у складі Дубенського повіту Волинської губернії. 18 березня 1921 року Західна Волинь анексована Польщею. У Польщі існувала під назвою ґміна Верба Дубенського повіту Волинського воєводства в тому ж складі, що й до 1921 року. 
На 1936 рік гміна складалася з 31 громади:
1. Берег — село: Берег та хутір: Дубовиця (Дубенський район)Дубовиця;
2. Білогородка I — село: Білогородка I;
3. Білогородка II — село: Білогородка (Дубенський район)Білогородка II;
4. Будераж — село: Будераж та хутір: Ріжок;
5. Буди — село: Буди (Млинівський район)Буди;
6. Довжок — колонія: Довжок;
7. Едвардівка — колонії: Яблунівка (Млинівський район)Едвардівка і Коханівка та хутір: Касень;
8. Кам'яниця — село: Кам'яниця;
9. Кам'яна-Верба — колонія: Кам'яна-Верба;
10. Клюки — село: Клюки;
11. Комарівка — село: Комарівка;
12. Мильча-Мала — село: Мильча-Мала та колонії: Липник і Свидівець;
13. Мильча-Велика — село: Мильча-Велика, колонія: Перчин та хутори: Глибока-Долина і Макариха;
14. Миньківці — села: Миньківці і Сапанівчик;
15. Микитичі — село: Микитичі та хутори: Нова-Гребля,Микитичі (Дубенський район) Вільшанка і Запуст;
16. Онишківці — село: Онишківці;
17. Повча — село: Повча, колонія: Церквисько, селище: Військова та хутори: Березина, Каменярня, Касень, Лисиця, Осталець, Пащиха, ПідбрусиньПідбрусень і Волянська;
18. Пирятин — село: Пирятин, колонія: Пирятин (Дубенський район)Адамівка та хутір: Осталець;
19. Підлужжя — село: Підлужжя та хутір: Заболоття;
20. Птича — село: Птича та хутір: Діброва-Птицька;
21. Рідкодуби — колонія: Рідкодуби та хутір: Турка;
22. Смолярня — колонія: Верба (Дубенський район)Смолярня;
23. Стовпець I ч. — село: Стовпець I ч.;
24. Стовпець II ч. — село: Стовпець II ч., селище: Військова та хутори: Спалена і ЗабіркиЗабірки;
25. Тур'я — село: Тур'я;
26. Турковичі — село: Турковичі;
27. Турковичі — колонія: Турковичі (Дубенський район)Турковичі;
28. Верба — містечко: Верба;
29. Верба — село: Верба;
30. Софіївка I ч. — колонія: Софіївка I ч.;
31. Софіївка II ч. — колонія: Софіївка II ч. та хутори: Мар'янка і Вапнянка.

Після радянської анексії західноукраїнських земель ґміна ліквідована у зв'язку з утворенням Вербського району.